# Pulsatilla boroaiana
Pulsatilla boroaiana är en ranunkelväxtart som beskrevs av J. Wagn. och Ádám Boros. Pulsatilla boroaiana ingår i släktet pulsatillor, och familjen ranunkelväxter. Inga underarter finns listade i Catalogue of Life.